# 살트홀름섬

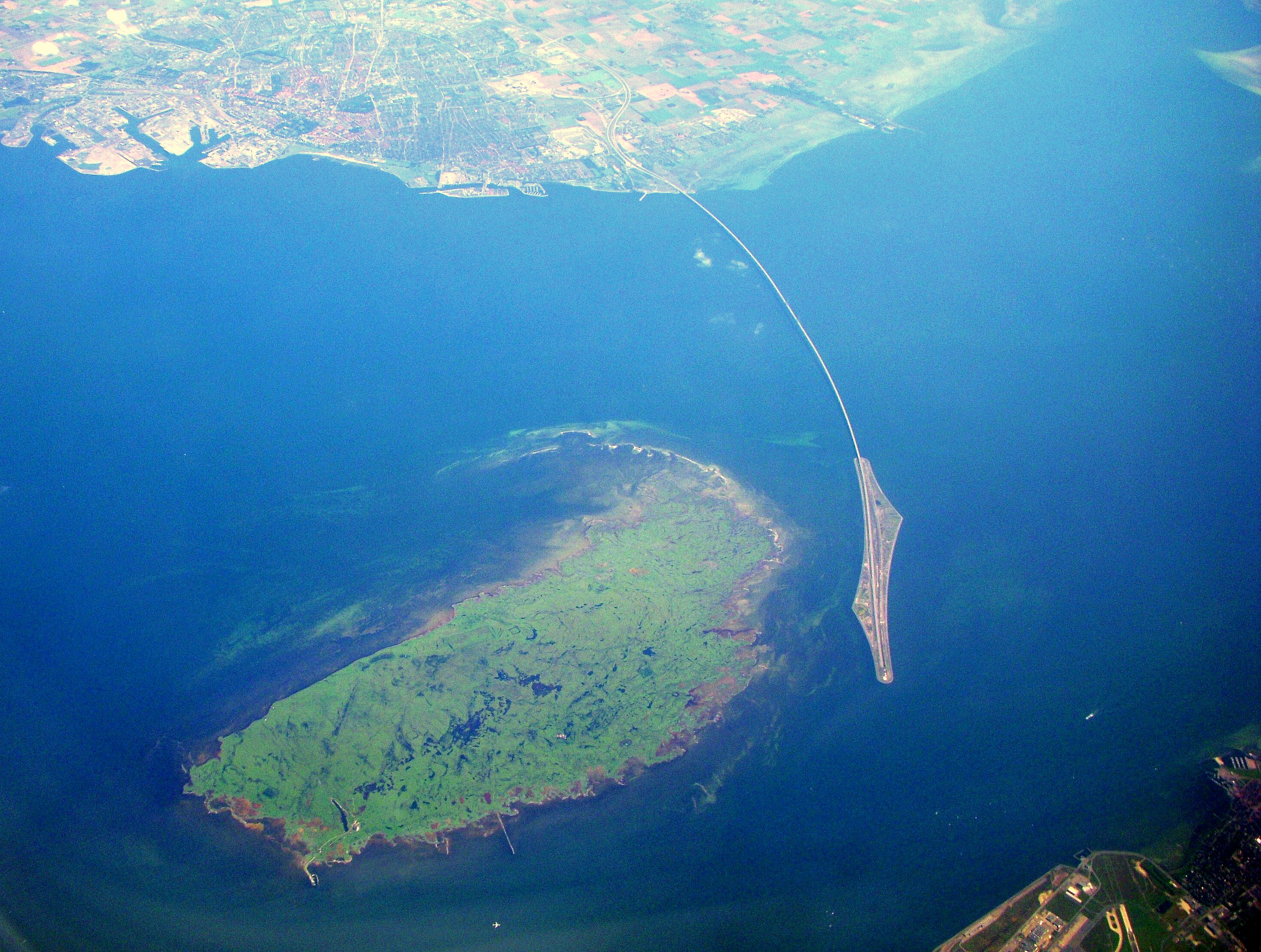
살트홀름 섬

살트홀름섬(덴마크어: Saltholm)은 외레순 해협에 위치한 덴마크의 섬으로 면적은 16km2, 인구는 5명(2008년 기준), 인구 밀도는 0.3명/km2이다. 섬 이름은 덴마크어로 "소금의 섬"을 뜻한다.
덴마크와 스웨덴 간의 해양 경계선 사이에 위치하며 행정 구역상으로는 덴마크 수도 지역 토른뷔 시에 속한다.